# Dysalotosaurus
Dysalotosaurus lettowvorbecki
Genre
Espèce
Dysalotosaurus (« lézard inatteignable ») est un genre de dinosaures Iguanodontia  C'était un Iguanodontia Dryosauridae, et ses fossiles ont été trouvés dans des roches d'âge Kimméridgien tardif (Jurassique tardif) de la formation de Tendaguru de la région de Lindi en Tanzanie. Le type et la seule espèce du genre est Dysalotosaurus lettowvorbecki. Cette espèce a été nommée par Hans Virchow en 1919 en l'honneur de l'officier de l'armée impériale allemande, Paul von Lettow-Vorbeck. Pendant une grande partie du XXe siècle, l'espèce a été référée au genre apparenté et approximativement contemporain Dryosaurus, mais des études plus récentes rejettent cette synonymie,.

## Découverte et dénomination
Des milliers d'os et de fragments d'os de Dysalotosaurus ont été récupérés dans la formation de Tendaguru en Tanzanie, en Afrique, depuis 1909 ; les spécimens décrits par Hans Virchow (1919) ont été découverts entre 1909 et 1913,. Il a été suggéré que tous ces spécimens faisaient partie d'un troupeau qui a été tué lors d'un événement de mort massive. Le genre a été nommé par Hans Virchow en 1919, en opposition à Josef Felix Pompeckj (1920), qui est souvent cité à tort comme ayant nommé le genre.

## Description
Dysalotosaurus était un petit ornithopode Iguanodontia relativement basal. Il n'avait pas les ergos de pouces que l'on retrouve chez les Iguanodontia plus tardifs, et était plus adapté à la bipédie que ses parents plus grands grâce à ses membres antérieurs courts et sa longue queue qui faisait contrepoids. Dysalotosaurus avait des membres postérieurs puissants et longs, ce qui suggère qu'il était relativement curviligne par rapport à Iguanodon et aux autres membres du clade.
D'après des tomodensitométries de la boîte crânienne, on pense que Dysalotosaurus tenait sa tête dorsalement (pointant droit devant) lorsqu'il ne se nourrissait pas. La même étude suggère également, sur la base de la morphologie de l'oreille interne, que Dysalotosaurus n'était pas capable de discerner les sons de haute et de basse fréquence (comme la plupart des dinosaures herbivores). Cependant, il présentait également d'autres adaptations qui sont généralement associées à des capacités auditives dérivées, ce qui rend ses capacités sensorielles peu claires.
En 2016, Gregory S. Paul a estimé la longueur de Dysalotosaurus à 2,5 mètres, et son poids à 80 kilogrammes.

### Ontogénie
Plusieurs spécimens de Dysalotosaurus sont connus, tous représentant des animaux qui n'étaient pas encore sexuellement matures au moment de leur mort. Les études ontogénétiques démontrent les tendances typiques du vieillissement, comme un allongement du museau et un rétrécissement relatif de l'orbite. Les différences dans la dentition au fur et à mesure que les animaux vieillissent suggèrent également un passage d'un régime omnivore au début de la vie à des habitudes alimentaires entièrement végétivores à l'âge adulte. Ce changement reflète la tendance générale de l'évolution vers l'herbivorie obligatoire chez les Iguanodontia et Ornithopoda.
Dysalotosaurus semble également avoir eu une espérance de vie d'environ vingt ans et vivait en troupeaux d'âges mélangés.

## Paléobiologie
Dysalotosaurus était un dinosaure précoce, qui a connu la maturité sexuelle à dix ans, avait un modèle de croissance indéterminé, et des taux de croissance maximum comparables à ceux d'un grand kangourou.

### Paléopathologie
En 2011, les paléontologues Florian Witzmann et Oliver Hampe du musée d'histoire naturelle de Berlin et leurs collègues ont découvert que les déformations de certains os de Dysalotosaurus étaient probablement causées par une infection virale similaire à la maladie osseuse de Paget. Il s'agit de la plus ancienne preuve d'infection virale connue de la science.
La découverte d'une hémivertèbre (malformation de la colonne vertébrale) dans un autre spécimen a probablement causé une scoliose et d'autres effets pathologiques sur l'animal au cours de sa vie. Cette malformation se produit dans presque tous les clades de vertébrés, bien que ce soit la première preuve connue de cette condition chez les dinosaures.

## Paléoécologie
Les dinosaures contemporains sont Kentrosaurus, divers Sauropoda dont Giraffatitan et Dicraeosaurus, et de grands Theropoda dont Megalosaurus et Ceratosaurus. Les Pterosauria sont également communs dans la formation de Tendaguru, ainsi que les Mammaliaformes (ancêtres des mammifères).
Au cours du Jurassique, Tendaguru faisait partie du littoral semi-aride du Gondwana. Des fossiles de Dysalotosaurus ont été découverts dans des strates qui se sont déposées dans des structures caractéristiques des plaines de marée et des lagons.